# Aubel-Thimister-Stavelot
Aubel-Thimister-Stavelot est une course cycliste sur route belge. Créée en 1955, il s'agit d'une course par étapes de trois jours faisant partie du calendrier international juniors masculin. Elle est organisée par La société Flèche ardennaise, association qui organise également la Flèche ardennaise. Anciennement appelée Liège-La Gleize, elle porte le nom d'Aubel-Thimister-La Gleize de 2014 à 2017.
En 2003, elle intègre le calendrier de la Coupe du monde juniors en devenant une course par étapes.

## Palmarès
| Année                     | Vainqueur                | Deuxième                   | Troisième           |
| ------------------------- | ------------------------ | -------------------------- | ------------------- |
| Liège-La Gleize           |                          |                            |                     |
| 1955                      | Francesco Miele          |                            |                     |
| 1956                      | Maurice Nelissen         |                            |                     |
| 1957                      | Yves Gehault             |                            |                     |
| 1958                      | Georges Van Coningsloo   |                            |                     |
| 1959                      | Guy Honhon               |                            |                     |
| 1960                      | Jean Christiaens         |                            |                     |
| 1961                      | Romain Robben            |                            |                     |
| 1962                      | Eddy Merckx              |                            |                     |
| 1963                      | Johnny Pieters           |                            |                     |
| 1964                      | Marcel Verjans           |                            |                     |
| 1965                      | Ricardo Civino           |                            |                     |
| 1966                      | Jacques Maen             |                            |                     |
| 1967                      | Roger Lochtenberg        |                            |                     |
| 1968                      | Serge Del Amore          |                            |                     |
| 1969                      | Aldo Fechi               |                            |                     |
| 1970-1981                 | Non organisé             | Non organisé               | Non organisé        |
| 1982                      | Henri Schnadt            |                            |                     |
| 1983                      | Ronny Vlassaks (nl)      |                            |                     |
| 1984                      | Patrick Boogaerts        |                            |                     |
| 1985                      | H. Suykerbuyk            |                            |                     |
| 1986                      | Hans Bogers              |                            |                     |
| 1987                      | Stephan Schruff          |                            |                     |
| 1988                      | Alexander Dörper         |                            | Richard Groenendaal |
| 1989                      | Karl Pauwels             |                            |                     |
| 1990                      | Niels van der Steen (nl) | Patrick Ruyloft            | Steve Whittington   |
| 1991                      | Anthon Vermaerke         | Hendrik Van Dijck          | Roger Coolen        |
| 1992                      | Frank Vandenbroucke      |                            |                     |
| 1993                      | Johan Bruinsma (nl)      | Tom Stremersch             | Steve De Wolf       |
| 1994                      | Maarten Nijland (nl)     | Benoît Joachim             | Benoît Tromme       |
| 1995                      | Leif Hoste               | Cédric Decock              | Jurgen Van de Walle |
| 1996                      | Kim Van Bouwel           | Jan Verstraeten (nl)       | Cédric Okkerse      |
| 1997                      | Roel Egelmeers           | Vincent van der Kooij (nl) | Stijn Devolder      |
| 1998                      | Jurgen Van Goolen        |                            |                     |
| 1999                      | Preben Van Hecke         | Frank van Kuik             | Ben Thaens          |
| 2000                      | Samuel Denis             |                            |                     |
| 2001                      | Stijn Ennekens           | Johan Sermon               | Wouter Weylandt     |
| 2002                      | Thomas Dekker            | Egon van Kessel            | Ilya Chernetsky     |
| 2003                      | Grega Bole               | Jürgen Roelandts           | Lars Boom           |
| 2004                      | Simon Špilak             | Cornelis van Ooijen        | Nikolas Maes        |
| 2005                      | Troels Vinther           | André Steensen             | Tanel Kangert       |
| 2006                      | Niki Østergaard (en)     | Sven Vandousselaere        | Tony Gallopin       |
| 2007                      | Yannick Eijssen          | Edgaras Kovaliovas         | Joeri Adams         |
| 2008                      | Wilco Kelderman          | Mats Boeve                 | Steve Bekaert       |
| 2009                      | Zico Waeytens            | Ian Boswell                | Romain Guillemois   |
| 2010                      | Samuel Spokes            | Daan Olivier               | Dylan van Baarle    |
| 2011                      | Alexander Kamp           | Frederik Plesner           | Guillaume Martin    |
| 2012                      | Ildar Arslanov           | Franck Bonnamour           | Mads Pedersen       |
| 2013                      | David Rivière            | Jonas Gregaard             | Christoffer Lisson  |
| Aubel-Thimister-La Gleize |                          |                            |                     |
| 2014                      | David Gaudu              | Pascal Eenkhoorn           | Sjoerd Bax          |
| 2015                      | Ottavio Dotti            | Anthon Charmig             | Bjorg Lambrecht     |
| 2016                      | Mikkel Bjerg             | Gilles Borra               | Lothar Verhulst     |
| 2017                      | Mark Donovan             | Thomas Pidcock             | Xandres Vervloesem  |
| Aubel-Thimister-Stavelot  |                          |                            |                     |
| 2018                      | Remco Evenepoel          | Frederik Thomsen           | Biniam Girmay       |
| 2019                      | Jared Scott              | Ramses Debruyne            | Lennert Van Eetvelt |
| 2020                      | Annulé                   | Annulé                     | Annulé              |
| 2021                      | Cian Uijtdebroeks        | Per Strand Hagenes         | Emil Herzog         |
| 2022                      | Roman Ermakov            | Max van der Meulen         | Jesse Maris         |
| 2023                      | Cédric Keppens           | Niels Driesen              | Mauro Cuylits       |
| 2024                      | Lorenzo Finn             | Kasper Borremans           | Seb Grindley        |
| 2025                      | Gijs Schoonvelde         | Braden Reitz               | Mats Vanden Eynde   |